# ذا وينغ أوف مادولا
ذا وينغ أوف مادولا (بالإنجليزية: The Wing of Madoola)‏، هي لعبة فيديو يابانية من نوع منصات وأكشن، وهي من تطوير ونشر صن سوفت، صدرت اللعبة في الأسواق اليابانية بتاريخ 18 ديسمبر 1986، وتعمل حصراً على منصة فاميكوم، وفي تاريخ 17 أبريل 2024، تمت إعادة إصدار اللعبة الكلاسيكية على منصات بلاي ستيشن 5 وإكس بوكس سيريس إكس/إس ومنصة ستيم عبر نظام التشغيل مايكروسوفت ويندوز، تحت عنوان عودة صن سوفت "SUNSOFT is Back!".